# Lavinia Norman
Lavinia Norman (14 de diciembre de 1882 - 22 de enero de 1983) fue una de las dieciséis fundadoras originales de la hermandad estudiantil Alpha Kappa Alpha, la primera fundada por mujeres afroamericanas, en la Universidad Howard. Y que formó parte de una minoría de mujeres que asistió a la universidad. Además, hizo un posgrado y dictó clases en Douglas High School en Huntington, Virginia Occidental por más de 40 años. Cuando la enseñanza era considerada una de las carreras más críticas y prestigiosas para una nación en desarrollo.
Una educadora devota, Norman fue un miembro fundador de Beta Tau Omega, capítulo de Alfa Kappa Alfa en Huntington y ayudó a construir capital social en su comunidad.

## Primeros años
Nacida como la octava de dieciséis niños, Lavinia Norman creció en Montgomery, Virginia Occidental junto a sus padres, Thomas Norman y Virginia Thomas. Sus primeros años los vivió en Virginia Occidental. Cuándo su padre consiguió un trabajo con el Servicio Postal, la familia se fue a Washington D. C. en 1901, y ella empezó su escuela secundaria en la Preparatoria de la Universidad de Howard. Se graduó de esta en 1905 con un diploma.

## Universidad Howard y fundación de Alfa Kappa Alfa
Lavinia Norman se graduó de la Universidad Howard, la históricamente principal universidad negra en la nación, cuándo sólo un tercio del 1% de americanos africanos y 5% de los blancos asistieron a alguna universidad.
Norman redactó la constitución para Alfa Kappa Alfa con Margaret Flagg y Ethel Hedgeman. Después de que la sororidad fue fundada el 15 de enero de 1908, Lavinia Norman expandió las actividades del capítulo Alfa en la Universidad Howard. Como miembro mayor en 1909, ella sucedió a Ethel como jefe de AKA. Ayudó para planear ceremonias para el segundo Día de la Hiedra, la cual es una celebración en la universidad. Se graduó con grados altos en francés e inglés en 1909.

## Enseñanza
Después de graduarse de la Universidad Howard, regresó a Virginia Occidental. Allí enseñó latín, francés, artes dramáticas, e inglés en Douglas High School, en Huntington y en 1934 ganó una segunda licenciatura de Artes en la Universidad Estatal de Virginia Occidental.